# 園基祥
園 基祥（その もとさち、1833年12月21日（天保4年11月11日） - 1905年（明治38年）10月30日）は、江戸時代から明治時代の公卿、華族（伯爵）。

## 生涯
権中納言・園基茂の三男として生まれる。後に園基万の養子となる。妻は小出英発の娘。子に園基資、細川利文、園祥子（明治天皇の側室）らがいる。
恒久王妃昌子内親王、北白川房子、鳩彦王妃允子内親王、東久邇聡子の外祖父にあたる。
1905年（明治38年）10月30日、死去。

## 系譜
- 養父：園基万
- 父親：園基茂
- 母親：松浦季子 - 松浦清の娘[3]
- 夫人：小出英発の娘
  - 男子：園基資
  - 男子：細川利文 - 細川利永の婿養子
  - 女子：園祥子 - 明治天皇の側室
  - 男子：園周次（1884-1922） - 海軍中佐。新高沈没時に殉職